# Уловка-22 (выражение)
Уловка-22 или Поправка-22 (англ. Catch-22) — целенаправленно созданная, получившаяся случайно или органично присущая ситуации правовая, административная, социальная либо логическая коллизия, состоящая в том, что попытка соблюдения некоторого правила сама по себе означает его нарушение. Индивид, подпадающий под действие таких норм, не может вести себя целесообразно.

## Происхождение и смысл
Термин был введён американским писателем Джозефом Хеллером в одноимённом романе, опубликованном в 1961 году. В основе его сюжета лежит стремление главного героя, наводчика бомбардировщика капитана Йоссариана, обойти так называемую «Уловку-22» — абсурдные бюрократические ограничения, которые не дают ему права вернуться домой, отлетав свою норму боевых вылетов в период Итальянской кампании против войск Германии и Италии в 1944 году.

Впервые в произведении этот термин упоминается персонажем романа доктором Дейникой, армейским врачом:
— Конечно, ловушка, — ответил Дейника. — И называется она «уловка двадцать два». «Уловка двадцать два» гласит: «Всякий, кто пытается уклониться от выполнения боевого долга, не является подлинно сумасшедшим». 
Да, это была настоящая ловушка. «Уловка двадцать два» разъясняла, что забота о себе самом перед лицом прямой и непосредственной опасности является проявлением здравого смысла. Орр был сумасшедшим, и его можно было освободить от полётов. Единственное, что он должен был для этого сделать, — попросить. Но как только он попросит, его тут же перестанут считать сумасшедшим и заставят снова летать на задания. Орр сумасшедший, раз он продолжает летать. Он был бы нормальным, если бы захотел перестать летать; но если он нормален, он обязан летать. Если он летает, значит, он сумасшедший и, следовательно, летать не должен; но если он не хочет летать, — значит, он здоров и летать обязан. Кристальная ясность этого положения произвела на Йоссариана такое глубокое впечатление, что он многозначительно присвистнул.
Далее по тексту романа встречаются различные формулировки «Уловки-22».

## Использование

### В западной культуре
Выражение «уловка-22» получило широкое распространение в английском языке. При этом Джозеф Хеллер в своём интервью в 1975 году заявил, что значение этого термина невозможно точно передать на других языках, не потеряв при этом смысла.

По мнению Джеймса Комбса и Дэна Ниммо, термин «уловка-22» получил широкое распространение потому, что повсеместная бюрократия стала одной из насущных проблем современного общества:
Тогда каждый, кто имеет дело с деятельностью государственных учреждений, понимает бюрократическую логику в русле «уловки-22». Например, в старшей школе или колледже студенты могут участвовать в студенческом самоуправлении, являющимся формой демократии. Оно позволяет принимать им любые решения, но лишь пока эти решения одобряются директором школы или деканом. Эта фиктивная демократия, которая в любой момент может быть отменена по указанию сверху, судя по всему, является первым опытом взаимодействия гражданина с учреждениями, которые, хоть и проповедуют ценности открытости и свободы, на самом деле являются закрытыми и иерархическими системами. «Уловка-22» — это неписаный закон, который освобождает учреждение от любой формы ответственности и ставит человека в абсурдное положение, лишая его понимания истинного смысла деятельности данной организации.Оригинальный текст (англ.)Everyone, then, who deals with organizations, understands the bureaucratic logic of Catch-22. In high school or college, for example, students can participate in student government, a form of self-government and democracy that allows them to decide whatever they want, just so long as the principal or dean of students approves. This bogus democracy, that can be overruled by arbitrary fiat, is, perhaps, a citizen's first encounter with organizations, that may profess 'open' and libertarian values, but in fact are closed and hierarchical systems. Catch-22 is an organizational assumption, an unwritten law of informal power that exempts the organization from responsibility and accountability and puts the individual in the absurd position of being excepted for the convenience or unknown purposes of the organization
Наряду с «двоемыслием», представленным Джорджем Оруэллом в романе «1984», выражение «уловка-22» стало одним из наиболее известных способов продемонстрировать, насколько сложно выбраться из логической ловушки, образуемой взаимоисключающими правилами.

Схожий принцип был отражён в упоминаемом Бертраном Расселом парадоксе брадобрея:
Пусть в некой деревне живёт брадобрей, который бреет всех жителей деревни, которые не бреются сами, и только их. Бреет ли брадобрей сам себя?

### В русской культуре
Предложенная Хеллером формулировка не получила особого распространения в русском языке, однако сама идея нашла своё отражение: 
- в повести Бориса  Вахтина «Одна абсолютно счастливая деревня» (1965) в 15-й главе, в которой воинское начальство разбирает поступок солдата Куропаткина, обсуждая необходимость исполнения приказа и одновременной борьбы с ним.[5]

— Ясно, товарищ полковник! — сказал Куропаткин. — Надо было втолковать лейтенанту нашему, что я там оправлялся.
— Вот именно, — сказал полковник. — А не понимал твой лейтенант, надо было дойти до капитана, до майора, до меня, наконец, и добиться правды. За правду бороться надо, в любых условиях, а ты спасовал. Приказ-то был дурацкий, ясно?
— Так точно!
— Вот из-за тебя и взвод погиб, — сказал полковник. — Вот что ты наделал, солдат.
— Но он выполнял приказ, — снова вступился капитан.
— Не в том дело, что он выполнял приказ, — объяснил замполит, — это он был обязан — выполнять приказ, а в том дело, что не боролся против приказа, одновременно его выполняя. Эту диалектику вы, надеюсь, понимаете, капитан? Надо бороться, выполняя, — что может быть понятнее?
— Действительно, — сказал майор. — Если все будут дружно бороться против глупых приказов, одновременно их выполняя, то это будет именно то, что нам надо.

— Не совсем с вами согласен, — сказал полковник. — Тогда будет очень трудно найти виноватого, а сейчас нам это удалось довольно быстро.
- В романе писателя Виктора Пелевина «Ампир „В“. Повесть о настоящем сверхчеловеке»[6]:

Так вот, «уловка-22» заключается в следующем: какие бы слова ни произносились на политической сцене, сам факт появления человека на этой сцене доказывает, что перед нами блядь и провокатор. Потому что если бы этот человек не был блядью и провокатором, его бы никто на политическую сцену не пропустил — там три кольца оцепления с пулемётами. Элементарно, Ватсон: если девушка сосёт хуй в публичном доме, из этого с высокой степенью вероятности следует, что перед нами проститутка.
Я почувствовал обиду за своё поколение.
— Почему обязательно проститутка, — сказал я. — А может это белошвейка. Которая только вчера приехала из деревни. И влюбилась в водопроводчика, ремонтирующего в публичном доме душ. А водопроводчик взял её с собой на работу, потому что ей временно негде жить. И там у них выдалась свободная минутка.
Самарцев поднял палец:

— Вот на этом невысказанном предположении и держится весь хрупкий механизм нашего молодого народовластия…